# Orgel der St.-Marien-Kirche (Barth)
Die Orgel der Marienkirche (Barth) wurde von den Berliner Orgelbauern Johann Simon Buchholz und (überwiegend) Carl August Buchholz 1821 erbaut. Sie verfügt heute über drei Manuale und Pedal mit 50 Registern. Das frühromantische Instrument besitzt den größten Originalbestand an Buchholz-Orgelpfeifen in Deutschland. 

## Baugeschichte

### Neubau durch Buchholz 1821
Die Orgel wurde 1820 im Zusammenhang mit einer umfassenden Sanierung und Neugestaltung des Kirchenraumes in Auftrag gegeben und 1821 eingeweiht. Sie besaß ursprünglich zwei Manuale und Pedal mit 42 Registern. Der Prospekt war klassizistisch gestaltet, wobei sich Buchholz von Karl Friedrich Schinkel inspirieren ließ. Im Rahmen einer erneuten, neugotischen Kirchensanierung erweiterte Barnim Grüneberg 1896 das Instrument und fügte ihm ein als Schwellwerk angelegtes drittes Manualwerk mit acht Registern auf mechanischen Kegelladen hinzu, das vom I. Manual aus angespielt wird. Im Hauptwerk ersetzte er die Register Terz 1 3/5′ und Trompete 8′ (Disc.) durch eine Hohlflöte 8′. Passend zur neuen Kirchenausstattung wurde ein neuer neogotischer Prospekt errichtet.
Im Ersten Weltkrieg mussten die Prospektpfeifen aus Zinn zum Einschmelzen für die Waffenproduktion abgegeben werden. Sie wurden durch Zinkpfeifen ersetzt.
Die Firma Eule aus Bautzen reinigte, reparierte und baute die Orgel dem Zeitgeschmack entsprechend 1964 teilweise um. Eule entfernte die 1896 eingebaute Hohlflöte sowie die originale Contraposaune 32′.
Mangels Pflege wurde die Orgel bis zur Jahrtausendwende nahezu unbespielbar.

### Sanierung durch Wegscheider 2001–2003
Von 2001 bis 2003 wurde das Instrument durch die Orgelwerkstatt Wegscheider umfassend saniert. Wegscheider restaurierte die Bälge, die Windanlage, das Pfeifenwerk, die Traktur, den Spieltisch und den Prospekt. Er baute zudem eine rekonstruierte Contraposaune 32′ wieder ein. Das Instrument verfügt über 2939 Pfeifen. Etwa 90 % der Bestandteile sind von Buchholz und Grüneberg.
Die Mittel für die Renovierung stammten von der ZEIT-Stiftung, dem Land Mecklenburg-Vorpommern, kirchlichen Institutionen und aus Privathand. Schirmherrin war Herta Däubler-Gmelin.
Hauptwerk, Oberwerk und Pedal verfügen über Schleifladen mit mechanischer Spiel- und Registertraktur, das von Grüneberg hinzugefügte Schwellwerk besitzt eine Kegellade mit mechanischer Spieltraktur, die Registertraktur ist mit Barkerhebel eingerichtet. Die Registerzüge des dritten Manuals müssen in gezogenem Zustand eingehakt werden. 
Das Instrument ist bedeutsam, dadurch dass es mit den höchsten Originalbestand an Pfeifenwerk von Buchholz und einen für die Zeit ungewöhnlichen originalen Manualtonumfang bis g3 aufweist.

## Disposition seit 2003
| I Schwellwerk C–g3 |                  |     |
| 1.                 | Lieblich Gedackt | 16′ |
| 2.                 | Geigenprincipal  | 08′ |
| 3.                 | Viola d’amour    | 08′ |
| 4.                 | Flauto traverso  | 08′ |
| 5.                 | Aeoline          | 04′ |
| 6.                 | Fugara           | 04′ |
| 7.                 | Flaute dolce     | 04′ |
| 8.                 | Mixtur II–III    |     |

| II Hauptwerk C–g3 |                            |        |
| 09.               | Principal                  | 16′    |
| 10.               | Quintatön                  | 16′    |
| 11.               | Principal                  | 08′    |
| 12.               | Viola da Gamba             | 08′    |
| 13.               | Rohrflöte                  | 08′    |
| 14.               | Nasard                     | 5 1⁄3′ |
| 15.               | Octava                     | 04′    |
| 16.               | Gemshorn                   | 04′    |
| 17.               | Quinta                     | 2 ⁄3′  |
| 18.               | Superoctava                | 02′    |
| 19.               | Terz                       | 1 3⁄5′ |
| 20.               | Cornett IV (ab c1)         |        |
| 21.               | Progressio harmonica III–V |        |
| 22.               | Trompete Discant (ab c0)   | 08′    |
| 23.               | Trompete                   | 08′    |

| III Oberwerk C–g3 |                     |       |
| 24.               | Bourdon             | 16′   |
| 25.               | Principal           | 08′   |
| 26.               | Salicional          | 08′   |
| 27.               | Gedact              | 08′   |
| 28.               | Octava              | 04′   |
| 29.               | Fugara              | 04′   |
| 30.               | Rohrflöte           | 04′   |
| 31.               | Nasard              | 2 ⁄3′ |
| 32.               | Flageolet           | 02′   |
| 33.               | Larigot             | 1 ⁄3′ |
| 34.               | Decima Quinta       | 01′   |
| 35.               | Mixtur IV           |       |
| 36.               | Fagott              | 16′   |
| 37.               | Fagott und Hautbois | 08′   |

| Pedal C–d1 |                |         |
| 38.        | Principal      | 16′     |
| 39.        | Violone        | 16′     |
| 40.        | Subbaß         | 16′     |
| 41.        | Groß Nasard    | 10 2⁄3′ |
| 42.        | Gemshorn       | 08′     |
| 43.        | Violoncello    | 08′     |
| 44.        | Nasard         | 5 1⁄3′  |
| 45.        | Octava         | 04′     |
| 46.        | Waldflöte      | 02′     |
| 47.        | Contra Posaune | 32′     |
| 48.        | Posaune        | 16'     |
| 49.        | Fagott         | 08′     |
| 50.        | Cornetta       | 04′     |

- Koppeln: I/II, III/II
- Spielhilfen: Tutti (als Tritt nur für das Schwellwerk), Ventil Manual, Ventil Oberwerk, Ventil Pedal (Großpedal), Ventil Pedal (Kleinpedal), Evacuant

Anmerkungen
1. ↑  Erweiterung 1896 durch Barnim Grüneberg, Stettin
2. ↑  Mit je einem Zug für Bass und Diskant

## Technische Daten
- 50 Register, 2939 Pfeifen.

## Organisten
- Emil Handke
- Bettina Wißner

## Aufnahmen/Tonträger
- Emil Handke: Die Buchholz-Orgel Der St. Marien-Kirche Zu Barth. 1993, Motette, CD (Werke von Lemmens, Bach, Mendelssohn Bartholdy, Liszt, Lefebure-Wely und Dupré)